# Blenheim Reef
Das Blenheim Reef (alter Name: Baxio Predassa) ist ein unbewohntes Atoll im Norden des Chagos-Archipels im zentralen Indischen Ozean. Politisch gehörte es zum Britischen Territorium im Indischen Ozean und soll nach einer Einigung im Oktober 2024 an Mauritius übergeben werden. Am 22. Mai 2025 wurde der Übergabevertrag unterzeichnet, die Ratifizierung durch die Parlamente der beiden Vertragsparteien steht aber aktuell noch aus.

## Geographie
Das Atoll liegt rund 217 km nördlich von Diego Garcia, 20 km nordöstlich der Salomon Islands und rund 15 km südöstlich der weitgehend versunkenen Speakers Bank. Blenheim Reef ist in Nord-Süd-Richtung 11 km lang, in Ost-West-Richtung 4 km breit und hat eine Gesamtfläche von rund 37 km². Das Saumriff des Atolls liegt größtenteils unter Wasser, lediglich auf dem östlichen Rand gab es die vier sandigen, mittlerweile offenbar bei Flut überspülten Inseln East, North, Middle und South Island.

## Geschichte
Entdeckt wurde das Riff in den 1570er Jahren von Portugiesen, die ihm den Namen Baxio Predassa gaben. Den heutigen Namen hat es von der Bark Blenheim, deren Kapitän James Temple Brown das Riff am 5. Mai 1836 sichtete. Um 1880 versuchte die Indian Ocean Fruit Company vergeblich, auf East Island Kokospalmen anzupflanzen. 1975 wurde es nach der Unabhängigkeit von Mauritius in das neu geschaffene Britische Territorium im Indischen Ozean integriert. Am 3. Oktober 2024 wurde eine Einigung erreicht, die vorsieht, die Souveränität über den Chagos-Archipel an Mauritius zu übertragen.